# Jerzy Łoś
Jerzy Łoś   (Lviv, 22 de març de 1920 - Varsòvia, 1 de juny de 1998) va ser un matemàtic i lògic polonès.

## Vida i obra
Fill d'uns terratinents de Torske (avui a Ucraïna), va acabar els estudis secundaris el 1937, un any després de la mort del seu pare en un accident d'aviació. A continuació va ingressar a la universitat de Lwow (avui Lviv, també a Ucraïna), però va veure interromputs els seus estudis per la Segona Guerra Mundial. Durant la guerra va ser administratiu a diverses empreses a Lublin i Tarnogóra. El 1945 es va casar i va reprendre els estudis a la universitat de Lublin en la qual es va graduar el 1947. A continuació va anar a la universitat de Breslau (actual Wroclaw) on es va doctorar amb una tesi sobre les taules de veritat de les lògiques multivaluades, dirigida per Jerzy Słupecki.

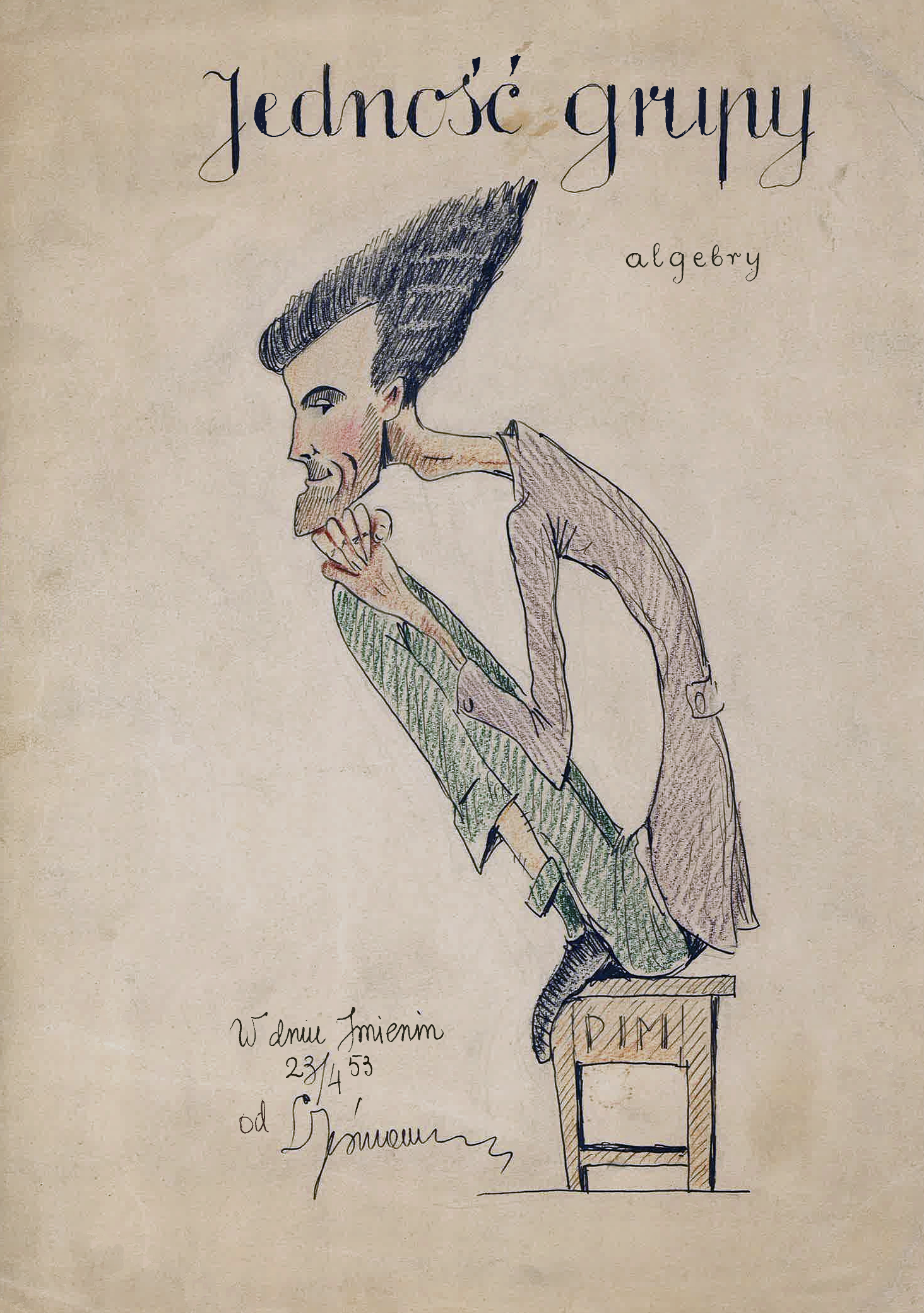
Caricatura de Jerzy Łoś feta pel professor Leon Jeśmanowicz el 1953.

Després de ser professor a Breslau, el 1952 va passar a ser-ho a la universitat de Toruń fins al 1961, quan va passar a la universitat de Varsòvia en la qual es va retirar el 1991. A més de les seves tasques universitàries, des de 1949 fins que es va retirar, va ser successivament cap de diferents departaments (d'àlgebra, d'economia matemàtica, de computació) de l'Institut de Matemàtiques de l'Acadèmia Polonesa de les Ciències. Després de separar-se de la seva primera muller, es va casar amb l'economista i matemàtica Maria Wycech, amb qui va publicar diverses obres conjuntament, signant ella com Maria Wycech-Łoś o Maria Wycech-Łosiowa. Va morir el 1998 a Varsòvia, després d'haver patit un ictus el 1996.
Els primers treballs de Łoś van ser en els camps de la teoria de models, la metamatemàtica i la lògica matemàtica. En aquest terreny va ser un pioner de la lògica temporal; els seus treballs dels anys 1940's podrien haver influït l'obra d'Arthur Prior tot i que aquest tema pot ser controvertit. En teoria de models, són coneguts les seves aportacions sobre els ultraproductes i el 1954 va establir el avui conegut com Criteri de Łoś–Vaught.
A partir de 1961, quan es va traslladar de Toruń a Varsòvia, el seus treballs es van anar inclinant cap a les matemàtiques aplicades, sobre tot cap a l'economia matemàtica. Juntament amb la seva segona muller, va editar els debats de diferents congressos i seminaris d'economia matemàtica. En conjunt, va publicar una vuitantena d'articles científics en polonès i en anglès.
A més dels seus treballs acadèmics, Łoś va ser un col·leccionista de porcellana antiga, sobre tot polonesa, i va ser coautor del llibre Polska porcelana (1975).